# رودریگو مارتینز واز
رودریگو مارتینز واز (به پرتغالی: Rodrigo Martins Vaz) هافبک اهل برزیل است که در شهر کوریتیبا و در تاریخ ۲۴ مهٔ ۱۹۷۱ به دنیا آمده‌است.
رودریگو مارتینز و از در تیم‌های فوتبال Tiradentes de Tijucas سابقهٔ حضور دارد.